# Юльке, Карл Людвиг
Карл Людвиг Юльке (нем. Karl Ludwig Jühlke; 6 сентября 1856, Эльдена, Пруссия, — 1 декабря 1886, Кисмайо, Сомали) — немецкий исследователь Африки. Сын известного учёного-садовода Фердинанда Юльке.

## Биография
Учился в Тюбингене, Лейпциге, Гейдельберге и Берлине, после чего служил референдарием в Вердере и Потсдаме.
В 1884 году вместе с Карлом Петерсом участвовал в создании Общества германской колонизации (позднее преобразованного в Германско-Восточноафриканское общество), 24 сентября отправился в составе первой экспедиции Общества в Восточную Африку, первоначально в Занзибар, для приобретения африканских земель с целью последующей колонизации Германией.
С весны 1885 до конца 1886 года служил в Германско-Восточноафриканском обществе. За это время приобрёл для вновь основанной колонии Усамбара земли народа джагга близ Килиманджаро, а также прибрежную полосу к северу от Виту вплоть до устья Джубы. В южном Сомали Юльке основал поселение Гогенцоллернхафен (ныне — Буур-Гаабо).
1 декабря 1886 года был убит сомалийцами.

## Сочинения
- Die Erwerbung des Kilima-Ndscharo-Gebietes. — Köln, 1886.